# منتخب السويد لاتحاد الرغبي للسيدات
منتخب السويد الوطني لاتحاد الرغبي للسيدات (بالسويدية: Sveriges damlandslag i rugby union)‏ هو ممثل السويد الرسمي في المنافسات الدولية في اتحاد الرغبي للسيدات. تأسس في 21 أكتوبر 1984.

## وصلات خارجية
- الموقع الرسمي